# Dragan Plamenac
Dragan Plamenac (ur. 17 lipca 1890 w Zagrzebiu, zm. 15 marca 1983 w Ede) – amerykański muzykolog.

## Życiorys
Pochodził z rodziny chorwackich Żydów. Studiował prawo w Zagrzebiu. Otrzymał podstawowe wykształcenie muzyczne, obejmujące grę na fortepianie i skrzypcach. Był też uczniem Franza Schrekera w Wiedniu, Vítězslava Nováka w Pradze i André Pirro w Paryżu. W 1925 roku uzyskał na Uniwersytecie Wiedeńskim tytuł doktora na podstawie napisanej pod kierunkiem Guido Adlera dysertacji Johannes Ockeghem als Motetten- und Chansonkomponist. Od 1927 do 1928 roku był asystentem Bruno Waltera w Städtische Oper w Berlinie. W latach 1928–1939 wykładał na uniwersytecie w Zagrzebiu. Od 1936 roku był członkiem korespondentem Jugosłowiańskiej Akademii Nauki i Sztuki.
W 1939 roku wyjechał do Nowego Jorku na kongres Międzynarodowego Towarzystwa Muzykologicznego i ze względu na wybuch II wojny światowej nie wrócił już do kraju. W latach 1940–1943 pracował w Saint Louis Institute of Music. W 1946 roku otrzymał obywatelstwo amerykańskie. W 1947 roku został laureatem stypendium Fundacji Pamięci Johna Simona Guggenheima. W latach 1954–1963 był wykładowcą University of Illinois w Urbanie. Gościnnie wykładał na Uniwersytecie Pittsburskim (1964–1965) i Uniwersytecie Kalifornijskim w Santa Barbara (1967). Był członkiem American Musicological Society, w latach 1956–1958 pełnił funkcję jego wiceprezesa. Doktor honoris causa University of Illinois (1976). W 1982 roku wygłosił referat na konferencji pt. „Musica Antiqua Europae Orientalis” w Bydgoszczy.
W młodości przez pewien czas zajmował się kompozycją, zachowało się 7 utworów jego autorstwa. W swojej pracy naukowej poświęcił się badaniom nad muzyką późnego średniowiecza, renesansu i wczesnego baroku. Zajmował się też badaniami nad dawną muzyką chorwacką. Wydał dzieła zebrane Johannesa Ockeghema. Biblioteka Plamenaca, zawierająca jego rękopisy oraz około 500 cymeliów, znajduje się w zbiorach Uniwersytetu Yale.